# Mihaïl Mikov
Mihaïl Raïkov Mikov (en bulgare : Михаил Райков Миков), né le 16 juin 1960 à Koula, est un homme d'État bulgare membre du Parti socialiste bulgare (BSP).

## Biographie

### Engagement politique
Il est élu pour la première fois député à l'Assemblée nationale lors des élections législatives du 19 avril 1997, à 36 ans. Systématiquement réélu par la suite, il devient ministre de l'Intérieur lors du remaniement ministériel du 24 avril 2008, dans le gouvernement dirigé par le socialiste Sergueï Stanichev.
Le 21 mai 2013, à l'ouverture de la 42e législature, Mihaïl Mikov est élu président de l'Assemblée nationale, sa candidature recueillant 118 voix, contre 97 à sa prédécesseur conservatrice Tsetska Tsacheva. Environ un an plus tard, le 27 juillet 2014, il est choisi par les délégués au 48e congrès du BSP comme nouveau président du parti ; il totalise 377 suffrages en sa faveur, contre 333 au ministre de l'Économie Dragomir Stoïnev.
À ce titre, il mène la campagne de la coalition Parti socialiste bulgare-La Bulgarie à gauche (BSP-LB) pour les élections législatives anticipées du 5 octobre suivant. Le résultat est catastrophique, l'alliance conservant 39 de ses 84 mandats et ne devançant le Mouvement des droits et des libertés (DPS) que d'un seul siège. Le 8 mai 2016, il devient le premier président du BSP battu lors d'un congrès du parti, emportant 349 votes favorables contre 395 à la députée Korneliya Ninova.